# برنامج الفضاء العراقي
بدأ البرنامج الفضائي العراقي عام 1988 م بتطوير صاروخ العابد الحامل للأقمار الاصطناعية، بعد تجربتين فاشلتين وإكمال القمرين الاصطناعيين الطائر 1 و2 ثم توقف البرنامج بسبب حرب الخليج وغزو الكويت ثم عاد بعد الغزو الأمريكي للعراق بتصنيع القمر الاصطناعي كوفة سات، ثم إطلاق دجلة سات عام 2014 م.

## تاريخ

#### البدايات
بدأ اهتمام العراق لدخول مجال تكنولوجيا الفضاء بعد ان انضم العراق إلى المنظمة الدولية للإتصالات الفضائية في عام 1975 بعد إنشاء قسم الاتصالات الفضائية في الشركة العامة للاتصالات والبريد. ثم في عام 1976، اُفْتُتِحَت محطتين أرضيتين: دجيل-1 لاستلام اشارات الأقمار الصناعية فوق المحيط الأطلسي (AOR)، ودجيل-2 لاستلام اشارات الأقمار الصناعية فوق المحيط الهندي (IOR). في عام 1980 انضم العراق إلى منظمة إنترسبوتنك في عام 1980 ليقوم بعدها مباشرة بانشاء محطة دجيل-3.

#### بين عام 1979 و2003

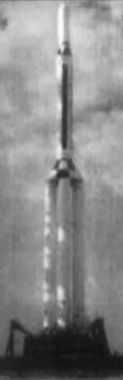
صاروخ العابد

انضم العراق إلى الشركة العربية للاتصالات الفضائية (عربسات) في عام 1985 كعضو مساهم. وتم تأسيس مركز بحوث الفضاء في عام 1987 الذي تبنى مشروع انشاء برنامج فضاء عراقي.
بعد قيام الحرب العراقية الإيرانية أصبحت حاجة العراق ماسةً لتطوير صواريخ بالستية بعيدة المدى، وبالفعل طَور العراق صواريخ الحسين والعباس من صواريخ سكود روسية. ثم أُستعملت سبيكة من صواريخ الحسين كمرحلة أولى لصاروخ العابد المكون من ثلاثة مراحل وبلغ وزنه الإجمالي 48 طن، بقدرة تحمل 70 طن. يعد صاروخ العابد من الصواريخ الاستراتيجية بعيدة المدى التي تصل إلى 2000 كلم، أعلن حسين كامل إن هذا الصاروخ معد لضرب إسرائيل بل لضرب قلب أوروبا. طَور العراق جنبًا إلى جنب مع مشروع العابد مشروعًا لتطوير قمرين اصطناعيين توأمين هما الطائر 1 والطائر 2،

### مشروع القمر "الطائر"
حكومة العراق بادرت ببرنامج فضائي في أواخر الثمانينيات بهدف عرض قدرات البلاد التكنولوجية لبقية العالم. خلال الفترة من عام 1988 إلى 1990. تبنى مشروع الطائر مركز بحوث الفضاء العراقي (SRC) لغرض إجراء تجارب في مجالات الاتصالات والمدى. ونجح في تصنيع نسختين متطابقتين لازالا متواجدان حتى اليوم في مقر وزارة العلوم والتكنولوجيا في بغداد.
القمر الصناعي الطائر هو عبارة عن شكل مثمن بارتفاع 47 سنتيمترًا وقطر 74 سنتيمترًا، ووزن يبلغ 75 كيلوغرامًا. يتكون التصميم الداخلي من أربعة أقسام منفصلة ومزود على محيطه الجانبي بسبعة الواح شمسية كمصدر رئيسي لتشغيل القمر الصناعي، بالاضافة الى بطاريات احتياطية. ويحتوي ايضا أنظمة اتصال مختلفة مثل نظام إدارة البيانات وأنظمة الاتصال بترددات الراديو VHF و UHF والتي تستخدم لتسجيل ونقل القراءات والمعلومات إلى محطة الأرض، ويتضمن أيضًا نظام تحكم في الاتجاه للحفاظ على التوجيه الصحيح للقمر الصناعي، مما يسمح للهوائيات بالتوجه نحو الموقع الدقيق لمحطة الأرض، وأيضًا لتوجيه الألواح الشمسية نحو الشمس (مصدر الطاقة) والتحكم في حرارة القمر الصناعي.
خطط العراقيون لوضع القمرين على متن صاروخ آريان 4 باستخدام مركبة آريان 44L كخط أساس لإيصال القمر الصناعي إلى مدار أرضي منخفض بارتفاع 350 إلى 400 كيلومتر، من المفترض أن يكون لديه ميل منخفض من أجل زيادة الوقت الذي يقضيه فوق العراق. ولكن تم تعليق هذه الخطة لأنه في ذلك الوقت كانت العلاقة بين العراق والعالم الغربي غير جيدة ، لذلك قام العراقيون بالتوجه الى خطة بديلة لإطلاق القمر الصناعي وهي تصنيع مركبة اطلاق المعروفة بالاسم "العابد" لغرض تحميل القمر الطائر على متنها الى الفضاء.

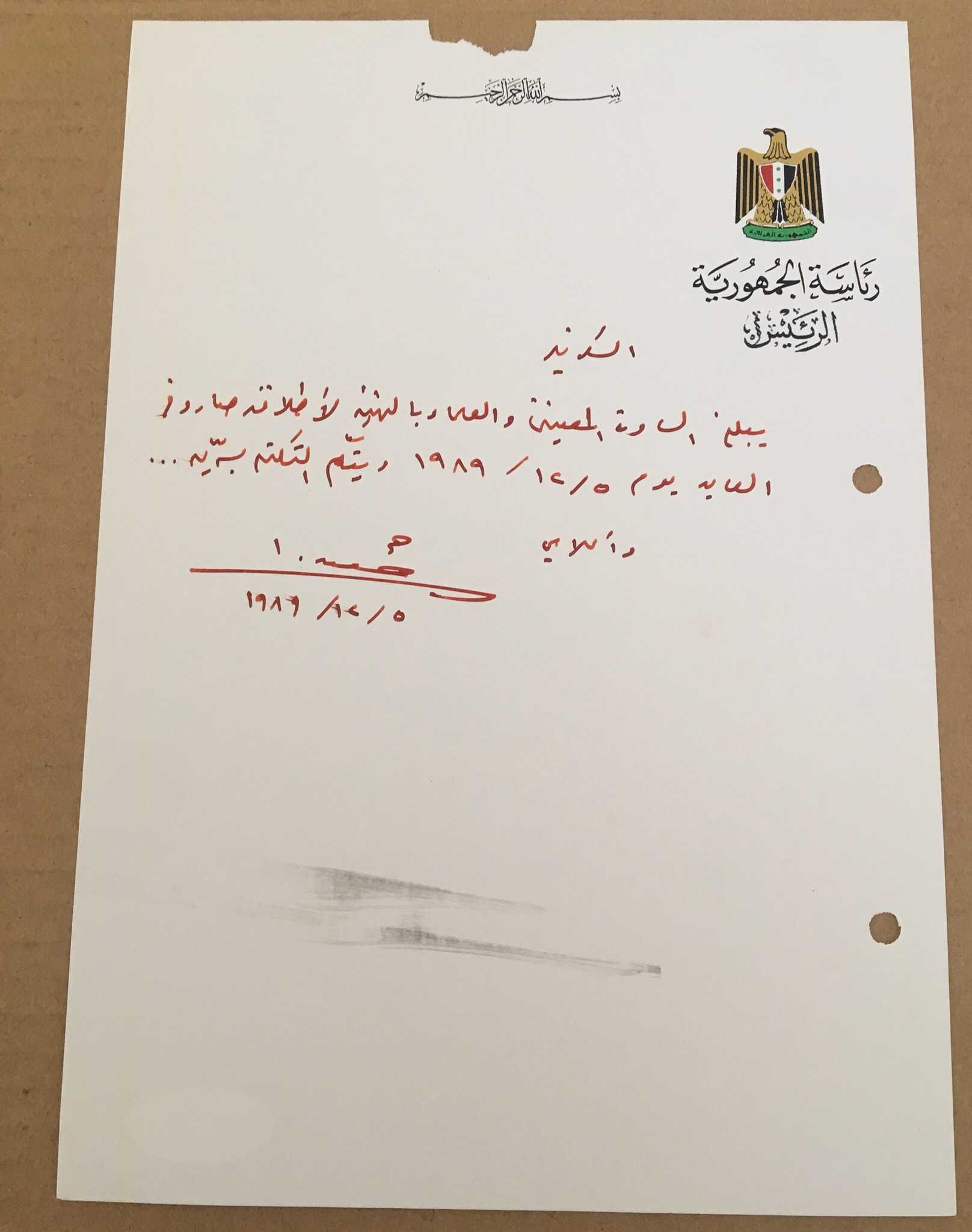
صدام حسين يصدر الأمر ببدء مشروع صاروخ العابد

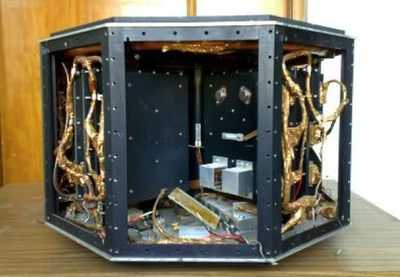
القمر الاصطناعي (الطائر)

توقف البرنامج بعد غزو الكويت وحرب الخليج اللاحقة. لكن استمر العراق في تصميم أنظمة فرعية مثل كاميرات التصوير الرقمي لأنظمة الأقمار الصناعية الأكثر تقدمًا مثل المركبات الفضائية للاستشعار عن بعد من عام 1991 إلى عام 2003.

### بعد الغزو الأمريكي
أعلن رئيس الوزراء العراقي نوري المالكي عن مشروع القمر الاصطناعي العراقي (كلكامش 1)، ثم في 2013 أعلن عن رصد 700 مليون دولار لهذا المشروع لكن في الحقيقة لم تُرصد أي مبالغ على أرض الواقع أو مبادرات لتحقيق ذلك. وفي العام نفسه أعلنت جامعة الكوفة عن قيامها بتصنيع أول قمر اصطناعي عراقي كوفة سات بقيادة الدكتور محمد جساب التدريسي في كلية الهندسة، ورغم اكتمال المشروع فلم تتبنى الحكومة إطلاقه إلى المدار. في 2014 وضمن منحة إيطالية تمكن طلاب عراقيون في جامعة روما لا سابنزا عن تصنيع قمر اصطناعي باسم دجلة سات أطلق من روسيا في العام نفسه بتكلفة 60 ألف يورو.

## فقدان المدار لصالح إسرائيل
خصص الاتحاد الدولي للاتصالات مدارين تجاريين للعراق هما المدار °50 والذي خسره عام 2001 لصالح فرنسا والمدار °65.45 وبسبب عدم استفادة العراق من المدارين بعدم وضع اليد عليهما سعت إسرائيل للاستيلاء على المدار 65.45 بسبب فائدته الاستراتيجية عندما علمت شركة انتلسات بنية إسرائيل عرضت على العراق تقديم قمر اصطناعي موجود في الفضاء فعلًا ودفعه إلى المدار المطلوب مقابل التخفيف من ديونها للعراق لكن رئيس الحكومة نوري المالكي رفض الاقتراح وخسر العراق المدار بعد إطلاق إسرائيل قمرها آموس 4 فيما يرى مراقبون أن المدار بِيع بصفقة بين الحكومة العراقية وإسرائيل.